# Pseudohaplogonaria vacua
Pseudohaplogonaria vacua är en plattmaskart som beskrevs av Jürgen Dörjes 1968. Pseudohaplogonaria vacua ingår i släktet Pseudohaplogonaria och familjen Haploposthiidae. Inga underarter finns listade i Catalogue of Life.